# يوحنا النحوي
يوحنا النحوي أو يوحنا الاسكنوناجي (بالإنجليزية: John Philoponus)‏ (490م تقريبًا - 570م تقريبًا) المعروف أيضًا باسم يوحنا النحوي أو يوحنا السكندري، فيلسوف مسيحي اهتم بالتعليق على كتابات أرسطو وألف عدد كبير من الأطروحات الفلسفية واللاهوتية. كان فيلوبونوس مثيرًا للجدل في بعض الأحيان، بخروجه على الفكر الأرسطي-الأفلاطوني الحديث التقليدي، وطرح أسئلة منهجية تؤدي في النهاية إلى التجريبية في العلوم الطبيعية.
أدين بعد وفاته بالهرطقة من قبل الكنيسة الأرثوذكسية في عام 680/681 بسبب تفسيره المثير للجدل حول الثالوث بأن الآب والابن والروح القدس ثلاثة آلهة وليسوا إلهًا واحدًا.
طبعت مؤلفاته على نطاق واسع في ترجمات لاتينية في أوروبا منذ القرن الخامس عشر. وكان تعليقه على كتاب الفيزياء لأرسطو ذا أثر كبير على بيكو ديلا ميراندولا وجاليليو جاليلي، اللذان استشهدا بأعماله.

## روابط خارجية
- يوحنا النحوي على موقع الموسوعة البريطانية (الإنجليزية)